# 제치포스폴리타
제치포스폴리타(폴란드어: rzeczpospolita [ʐɛt͡ʂpɔˈspɔlita][*], 리투아니아어: žečpospolita 제치포스폴리타)는 폴인 국민국가의 전통적·공식적 명칭이다. 어원적으로 제치(rzecz)는 '사물', 포스폴리타(pospolita)는 '공동의'라는 뜻이다. 의미적으로 라틴어의 레스 푸블리카(res publica), 영어의 코먼웰스(commonwealth)와 통한다.
폴란드어에서 제치포스폴리타라는 표현은 폴란드 공화국 스스로를 가리킬 때만 사용되는 고유명칭이며 타국의 공화정에 대해서는 레푸블리카(republika)라고 한다. 폴란드-리투아니아 연방을 제1공화국, 전간기의 폴란드 공화국을 제2공화국, 현대 폴란드를 제3공화국이라고 할 때 "공화국"이란 표현은 이 제치포스폴리타를 일컫는다.

## 제치포스폴리타 목록
- 폴란드-리투아니아 (제1 제치포스폴리타)
- 폴란드 제2공화국 (제2 제치포스폴리타)
- 폴란드 인민공화국 (인민 제치포스폴리타) - 스스로는 제치포스폴리타를 칭했으나 1989년 혁명 이후에는 참칭 정권으로 여겨져 정통 정권에 포함되지 않는다.
- 폴란드 제3공화국 (제3 제치포스폴리타)

## 같이 보기
- 폴란드의 역사